# Etox
 (décembre 2021).
Etox est le premier constructeur automobile turc dédié exclusivement à la construction de voitures de sport. La société est basée à Ankara, en Turquie. Son premier modèle, l'Etox Zafer, est la deuxième voiture de sport turque après l'Anadol STC-16, produite de 1973 à 1975.

## Prototype
Le sigle de la marque Etox est composé avec les lettres "E" qui signifie Ertex Auto Decoration, "T" qui en turc correspond à la lettre "O",  et de la lettre "X" qui symbolise l'infini. La conception de l'Etox Zafer a pris 6 mois après des tests et des études parmi des centaines de prototypes. Le dernier prototype a été créé par 46 ingénieurs turcs en 2 ans. Les tests de qualité de 100 000 kilomètres de l'Etox Zafer ont été achevés en 2007.

## Production de masse
La licence pour la production en série de l'Etox Zafer a été accordée par le gouvernement turc en 2007.  La Zafer doit être assemblée en Turquie, avec des moteurs construits par des constructeurs automobiles français, allemands et suédois, bien qu'Etox envisage de développer ses propres moteurs dans un avenir proche. Le moteur diesel de 1,5 litre de 125 ch est un moteur Renault avec de légères modifications sur l'ECU ; le moteur diesel de 3,0 litres de 225 ch est un moteur BMW ; tandis que le moteur à essence de 3,0 litres de 272 ch est un moteur Volvo.  Outre les trois moteurs de série, un moteur de 450 ch est également disponible pour des commandes spéciales. 
L'Etox Zafer coûte entre 85 000 et 150 000 TL selon le modèle et le type de moteur. 

## Présentation officielle d'Etox Zafer

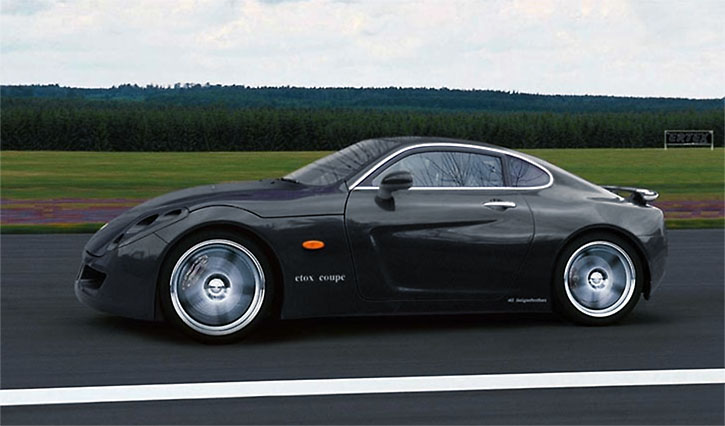
Etox Zafer Coupé sur une route turque

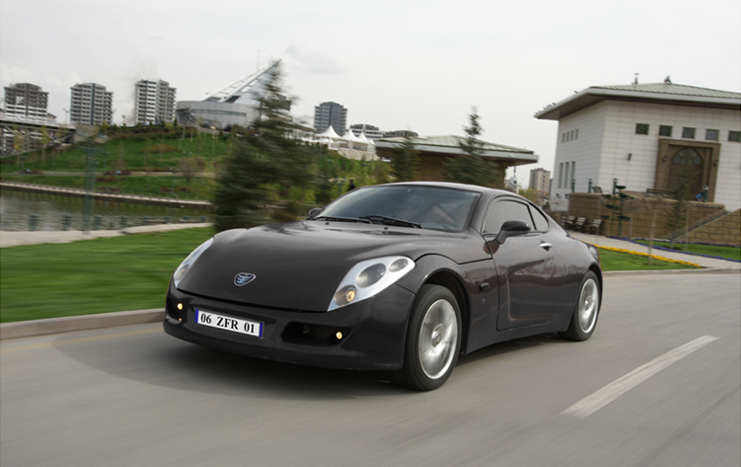
Etox Zafer Coupé près du parc Göksu dans le quartier Eryaman d'Ankara

La première présentation officielle d'Etox Zafer a eu lieu le 30 août 2007. Le 30 août est le Zafer Bayramı (Jour de la Victoire) en Turquie.

## Spécifications techniques

### Dimensions
- Longueur : 4215 mm
- Largeur: 1980 mm
- Hauteur : 1290 mm
- Empattement : 2575 mm

### Moteurs
Etox Zafer est propulsé par 3 moteurs standard et 1 moteur en option :
- 1,5 litre, 125 ch diesel (production standard)
- 3,0 litres, 225 ch diesel (production standard)
- V6 3,0 litres, 272 ch essence (production standard)
- 450 ch (en option)